# Kirpiči
Kirpiči (rus. кирпич - cigla), sanktpeterburški rock sastav.

## Povijest sastava
„Peterburški „Kirpiči“, s njihovim poetskim minimalizmom i neuljepšanim, no fotografski točnim pjesmama-skicama, unutarnjom slobodom, koja im je dozvoljavala da neusiljeno i lako prelaze od grungea k hip-hopu i od hardcorea u rap, s njihovom nekompliciranom, no uspješnom životnom filozofijom i preciznim osjećajem za trenutak, postali su, u određenom smislu, simbol cijelog razdoblja 90-ih, kulture novog undergounda, njezina radikalizma, nonkonformizma, umjetničkog pluralizma i žanrovskog obilja. (Andrej Burlaka)
Osnivač sastava, Vasja Vasin (r. 1. prosinca 1972. u tadašnjem Lenjingradu kao Vasilij Vasiljev) počeo se baviti glazbom sredinom 80-ih, kada je u Sankt Peterburgu započinjala rock revolucija. U početku je na njega utjecala autorska pjesma, sastavi Akvarium, Zoopark (stvaralaštvo Majka Naumenka). Konačan utjecaj na njegovu glazbu imala je pjesma „Smells Like Teen Spirit“ Nirvane, koja se pojavila u ljeto 1991. godine. Iste je godine okupio sastav koju je tada nazvao „Bricks Are Heavy“. Članovima su postali Vasja Vasin (gitara, vokal), Stanislav „Stas“ Sytnik (bas-gitara) i Kirill Solovjev (bubnjevi). U početku su planirali pjevati samo na engleskom, no odmah su počeli pjevati i na materinskom jeziku.
Dana 15. svibnja 1995. godine Kirpiči su održali svoj prvi koncert u sanktpeterburškom Domu pionira i školjnika gdje su otpjevali svoje buduće hitove „Vodka - ploho“, „Rabota – Svoboda“ i „Biker“.
Uskoro su rusificirali naziv sastava u  „Kirpiči tjažely“, a zatim jednostavno u - „Kirpiči“.
Prve snimke napravili su u travnju 1996. godine u glazbenom studiju Andreja Tropille, za snimanje kojih je novac dao Vasin otac.
Sastav se zajedno sa sastavima  „Military Jane“, „Džan Ku“, „Sunny Child“ i „Uncut Dime“ 1997. godine pojavio u dokumentarcu „Luzery“ režiserke Jelizavete Šalnčeve, s kojim se pojavila na festivalu „Novaja volna piterskogo roka“. Tamo je glazbenicima uručena nagrada „Kaktuzz“ za najbolje nove izvođače među klupskim sastavima Sankt-Peterburga.
Krajem 1998. godine započinje novo razdoblje: članovi sastava započinju repati te se u njihovim nastupima izmjenjuju rap i rock, ovisno o situaciji i raspoloženju. Nakon toga mijenjaju producentsku kuću te im novi album „Smert' na rejve“ izdaje Gala Records.
Godine 2000. godine sastav proživljava prvu krizu: bubnjar Jevgenij Nazarov umire u dvadeset i trećoj godini života od srčanog udara izazvanog, prema nekim podacima, predoziranjem drogom. Smrt mladog glazbenika potresla je glazbenu zajednicu zemlje te u njegovo sjećanje održavaju koncert u ožujku 2000. godine u klubu „Spartak“. (Njegovo je mjesto za bubnjevima tada zauzela Svetlana Terentjeva.)
Zahvaljujući podršci svojih obožavatelja sastav je uspio preživjeti krizu i vratiti se aktivnom bavljenju glazbom.

## Diskografija
- 1995. Live in Polygon
- 1996. Kirpiči tjažely (rus. Кирпичи тяжелы)
- 1999. Smert' na rejve (rus. Смерть на рейве)
- 2000. Kapitalizm 00 (rus. Капиталиzм 00)
- 2002. Sila uma (rus. Сила ума)
- 2004. Let’s rock!
- 2005. Carskij aljbom (rus. Царский альбомъ)
- 2006. 7
- 2008. Kamni (rus. Камни)
- 2009. Glavklub (singl) (rus. Главклуб)
- 2011. Novyje Kirpy Moo Fok (rus. Новые Кирпы Моо Фок)
- 2013. SUMMERTIME!
- 2015. Potomu čto my banda (rus. Потому что мы банда)

## Videografija
| - 01. Bajka (rus. Байка) (1996.) - 02. Pljuju ja (rus. Плюю я) (1999.) - 03. Danila bljuz (rus. Данила блюз) (2000.) - 04. Školjnički (rus. Школьнички) (2002.) - 05. Džedai (rus. Джедаи) (2003.) - 06. Ira (rus. Ира) (2004.) - 07. Ira - 2, (rus. Ира - 2) (2004.) - 08. Let's Rock! (2004.) - 09. Car' (rus. Царь) (2005.) - 10. Davaj sejčas (rus. Давай сейчас) (2008.) - 11. Sovest' (rus. Cовесть) (2008.) - 12. Vpered/Bodrit (rus. Вперёд/Бодрит) (2008.) | - 13. Vse dlja naroda (rus. Всё для народа) (2008.) - 14. T.k. rep sobiraet (rus. Т.к. рэп собирает) (2009.) - 15. Bred sivoj kobyly (rus. Бред сивой кобылы) (2011.) - 16. Konj-ljudojed (rus. Конь-людоед) (2012.) - 17. All Around the World (2013.) - 18. Endless Party (2013.) - 19. Smoke (2013.) - 20. Summertime (2013.) - 21. Shame (3 verzije, 2013.) - 22. Goodbye (2013.) - 23. Vivat! (2016.) |

## Drugi glazbeni projekti članova sastava
- Pravda (rus. Правда): Danila Smirnov, Ivan Ljudevig
- Lož, Vasin Nos (rus. Ложь, Васинъ Нос): Vasja Vasin, Vadim Latyšev
- Spermadonarz: Danila Smirnov
- Won James Won: Danila Smirnov
- Steroid 50333: Danila Smirnov, Vadim Latyšev, Ivan Ljudevig
- Goon Gun: Danila Smirnov
- Preztige (rus. Преzтиж): Vadim Latyšev
- MUH (Danila Smirnov)